# 金光模
金 光模（キム・グァンモ、朝鮮語: 김광모、朝鮮語ラテン翻字: Kim Kwang Mo、1979年9月19日 – ）は、大韓民国のラグビーユニオン選手。主たるポジションはプロップ。韓国代表の経験を持つ。

## 経歴
仁川機械工業高等学校と檀国大学校を卒業し、2005年から2010年まで三洋電機ワイルドナイツに所属。2010年4月から2013年までキヤノンイーグルスに所属。2013年からはポスコ建設でプレーし、2015年に引退しコーチとなった。